# Sovětská liga ledního hokeje 1948/1949
Sezóna 1948/1949 byla 3. sezonou Sovětské ligy ledního hokeje. Mistrem se stal tým CDKA Moskva.
Dzeržinec Leningrad sestoupil. Ze 2. ligy vzhledem k rozšíření soutěže postoupily týmy Lokomotiv Moskva, Dynamo Sverdlovsk a SKIF Leningrad.

## Konečné pořadí
| #  | Tým                  | Z  | V  | R | P  | Sk.    | B  |
| -- | -------------------- | -- | -- | - | -- | ------ | -- |
| 1  | CDKA Moskva          | 18 | 15 | 2 | 1  | 80-29  | 32 |
| 2  | VVS MVO              | 18 | 12 | 3 | 3  | 78-34  | 27 |
| 3  | Dynamo Moskva        | 18 | 11 | 3 | 4  | 79-45  | 25 |
| 4  | Křídla Sovětů Moskva | 18 | 10 | 3 | 5  | 62-40  | 23 |
| 5  | Spartak Moskva       | 18 | 9  | 3 | 6  | 67-54  | 21 |
| 6  | Dinamo Riga          | 18 | 8  | 3 | 7  | 55-53  | 19 |
| 7  | Dzeržinec Čeljabinsk | 18 | 5  | 4 | 9  | 45-58  | 14 |
| 8  | Dynamo Leningrad     | 18 | 3  | 3 | 12 | 48-69  | 9  |
| 9  | Dynamo Tallinn       | 18 | 2  | 3 | 13 | 23-79  | 7  |
| 10 | Dzeržinec Leningrad  | 18 | 0  | 3 | 15 | 33-109 | 3  |